# ميمي شاكرابارتي
ميمي شاكرابارتي (بالبنغالية: মিমি চক্রবর্তী)‏ هي عارضة وممثلة هندية، ولدت في 11 فبراير 1983 في الهند.

## وصلات خارجية
- ميمي شاكرابارتي على موقع IMDb (الإنجليزية)
- ميمي شاكرابارتي على موقع قاعدة بيانات الفيلم (الإنجليزية)